# Puchar Wightman
Puchar Wightman – drużynowy turniej w tenisie kobiecym, odbywający się od 1923 do 1989, pomiędzy drużynami USA i Wielkiej Brytanii.
Inicjatorką Pucharu Wightman była amerykańska tenisistka Hazel Hotchkiss Wightman, która chciała stworzyć międzynarodowy turniej w kobiecym tenisie na wzór Pucharu Davisa. W 1923, podarowała Amerykańskiemu Związkowi Tenisa Ziemnego wartościową wazę, która miała być nagrodą dla zwycięskiego zespołu. Amerykański Związek Tenisa Ziemnego zdecydował się więc zaprosić do rywalizacji Wielką Brytanię. Tak zapoczątkowany został coroczny turniej między kobiecymi drużynami USA i Wielkiej Brytanii. W lata parzyste mecze w Pucharze Wightmana rozgrywane były w Wielkiej Brytanii, a w lata nieparzyste w Stanach Zjednoczonych.
Zawody odbywały się do 1989 z 6-letnią przerwą spowodowaną II wojną światową.
20 lutego 1990 Amerykański Związek Tenisa Ziemnego i Brytyjski Związek Tenisa Ziemnego wspólnie ogłosiły zawieszenie turnieju.

## Wyniki
Bilans:  Stany Zjednoczone 51 – 10  Wielka Brytania
| Rok        | Lokalizacja                               | Zwycięzca                                 | Wynik                                     |
| 1923       | Forest Hills, Nowy Jork                   | Stany Zjednoczone                         | 7:0                                       |
| 1924       | Wimbledon, Londyn                         | Wielka Brytania                           | 6:1                                       |
| 1925       | Forest Hills, Nowy Jork                   | Wielka Brytania                           | 4:3                                       |
| 1926       | Wimbledon, Londyn                         | Stany Zjednoczone                         | 4:3                                       |
| 1927       | Forest Hills, Nowy Jork                   | Stany Zjednoczone                         | 5:2                                       |
| 1928       | Wimbledon, Londyn                         | Wielka Brytania                           | 4:3                                       |
| 1929       | Forest Hills, Nowy Jork                   | Stany Zjednoczone                         | 4:3                                       |
| 1930       | Wimbledon, Londyn                         | Wielka Brytania                           | 4:3                                       |
| 1931       | Forest Hills, Nowy Jork                   | Stany Zjednoczone                         | 5:2                                       |
| 1932       | Wimbledon, Londyn                         | Stany Zjednoczone                         | 4:3                                       |
| 1933       | Forest Hills, Nowy Jork                   | Stany Zjednoczone                         | 4:3                                       |
| 1934       | Wimbledon, Londyn                         | Stany Zjednoczone                         | 5:2                                       |
| 1935       | Forest Hills, Nowy Jork                   | Stany Zjednoczone                         | 4:2                                       |
| 1936       | Wimbledon, Londyn                         | Stany Zjednoczone                         | 4:3                                       |
| 1937       | Forest Hills, Nowy Jork                   | Stany Zjednoczone                         | 6:1                                       |
| 1938       | Wimbledon, Londyn                         | Stany Zjednoczone                         | 5:2                                       |
| 1939       | Forest Hills, Nowy Jork                   | Stany Zjednoczone                         | 5:2                                       |
| 1940- 1945 | nie odbył się z powodu II wojny światowej | nie odbył się z powodu II wojny światowej | nie odbył się z powodu II wojny światowej |
| 1946       | Wimbledon, Londyn                         | Stany Zjednoczone                         | 7:0                                       |
| 1947       | Forest Hills, Nowy Jork                   | Stany Zjednoczone                         | 7:0                                       |
| 1948       | Wimbledon, Londyn                         | Stany Zjednoczone                         | 6:1                                       |
| 1949       | Haverford, Pensylwania                    | Stany Zjednoczone                         | 7:0                                       |
| 1950       | Wimbledon, Londyn                         | Stany Zjednoczone                         | 7:0                                       |
| 1951       | Brookline, Massachusetts                  | Stany Zjednoczone                         | 6:1                                       |
| 1952       | Wimbledon, Londyn                         | Stany Zjednoczone                         | 7:0                                       |
| 1953       | Rye, Nowy Jork                            | Stany Zjednoczone                         | 7:0                                       |
| 1954       | Wimbledon, Londyn                         | Stany Zjednoczone                         | 6:0                                       |
| 1955       | Rye, Nowy Jork                            | Stany Zjednoczone                         | 6:1                                       |
| 1956       | Wimbledon, Londyn                         | Stany Zjednoczone                         | 5:2                                       |
| 1957       | Sewickley, Pensylwania                    | Stany Zjednoczone                         | 6:1                                       |
| 1958       | Wimbledon, Londyn                         | Wielka Brytania                           | 4:3                                       |
| 1959       | Sewickley, Pensylwania                    | Stany Zjednoczone                         | 6:1                                       |
| 1960       | Wimbledon, Londyn                         | Wielka Brytania                           | 4:3                                       |
| 1961       | Chicago, Illinois                         | Stany Zjednoczone                         | 6:1                                       |
| 1962       | Wimbledon, Londyn                         | Stany Zjednoczone                         | 4:3                                       |
| 1963       | Cleveland, Ohio                           | Stany Zjednoczone                         | 6:1                                       |
| 1964       | Wimbledon, Londyn                         | Stany Zjednoczone                         | 5:2                                       |
| 1965       | Cleveland, Ohio                           | Stany Zjednoczone                         | 5:2                                       |
| 1966       | Wimbledon, Londyn                         | Stany Zjednoczone                         | 5:2                                       |
| 1967       | Cleveland, Ohio                           | Stany Zjednoczone                         | 6:1                                       |
| 1968       | Wimbledon, Londyn                         | Wielka Brytania                           | 4:3                                       |
| 1969       | Cleveland, Ohio                           | Stany Zjednoczone                         | 5:2                                       |
| 1970       | Wimbledon, Londyn                         | Stany Zjednoczone                         | 4:3                                       |
| 1971       | Cleveland, Ohio                           | Stany Zjednoczone                         | 4:3                                       |
| 1972       | Wimbledon, Londyn                         | Stany Zjednoczone                         | 5:2                                       |
| 1973       | Brookline, Massachusetts                  | Stany Zjednoczone                         | 5:2                                       |
| 1974       | Queensferry, Walia                        | Wielka Brytania                           | 6:1                                       |
| 1975       | Cleveland, Ohio                           | Wielka Brytania                           | 5:2                                       |
| 1976       | Wimbledon, Londyn                         | Stany Zjednoczone                         | 4:2                                       |
| 1977       | Oakland, Kalifornia                       | Stany Zjednoczone                         | 7:0                                       |
| 1978       | Royal Albert Hall, Londyn                 | Wielka Brytania                           | 4:3                                       |
| 1979       | West Palm Beach, Floryda                  | Stany Zjednoczone                         | 7:0                                       |
| 1980       | Royal Albert Hall, Londyn                 | Stany Zjednoczone                         | 5:2                                       |
| 1981       | Chicago, Illinois                         | Stany Zjednoczone                         | 7:0                                       |
| 1982       | Londyn, Anglia                            | Stany Zjednoczone                         | 6:1                                       |
| 1983       | College of William & Mary, Williamsburg   | Stany Zjednoczone                         | 6:1                                       |
| 1984       | Royal Albert Hall, Londyn                 | Stany Zjednoczone                         | 5:2                                       |
| 1985       | College of William & Mary, Williamsburg   | Stany Zjednoczone                         | 7:0                                       |
| 1986       | Royal Albert Hall, Londyn                 | Stany Zjednoczone                         | 7:0                                       |
| 1987       | College of William & Mary, Williamsburg   | Stany Zjednoczone                         | 5:2                                       |
| 1988       | Londyn, Anglia                            | Stany Zjednoczone                         | 7:0                                       |
| 1989       | College of William & Mary, Williamsburg   | Stany Zjednoczone                         | 7:0                                       |